# San Carlos (Monagas)
Pour les articles homonymes, voir San Carlos.
San Carlos est la capitale de la paroisse civile de Monagas dans la municipalité d'Almirante Padilla dans l'État de Zulia, au Venezuela.

## Géographie
La ville est située sur la péninsule de San Carlos à l'ouest de la passe permettant l'accès au lac de Maracaibo.

## Culture

### Patrimoine
La ville accueille un phare dit faro isla San Carlos et l'importante citadelle défensive dit château de San Carlos de la Barra (castillo de San Carlos de la Barra, en espagnol).